# کاماریناس
کاماریناس (به اسپانیایی: Camariñas) یک دهستان اسپانیا است که در Terra de Soneira واقع شده‌است.

## خصوصیات
کاماریناس ۵۱٫۶۰ کیلومترمربع مساحت و ۶٬۲۲۶ نفر جمعیت دارد.